# قلعه گورکنن
بقایای قلعه گورکنن مربوط به سده‌های اولیه و میانه دوران‌های تاریخی پس از اسلام است و در شهرستان اسفراین، بخش بام وصفی آباد، دهستان بام، ۲ کیلومتری جنوب روستای بام واقع شده و این اثر در تاریخ ۱۸ شهریور ۱۳۸۷ با شمارهٔ ثبت ۲۳۲۸۶ به‌عنوان یکی از آثار ملی ایران به ثبت رسیده است.